# فلورا عالمية
الفلورا العالمية هو نوع من النباتات المزهرة في عائلة القهوة المعروفة بالاسم الشائع لفراش لامارك.

## التوزيع
النبات موطنه حوض البحر الأبيض المتوسط ومنطقة البحر الأسود، من البرتغال والمغرب إلى تركيا وشبه جزيرة القرم، بالإضافة إلى أرخبيل ماكارونيسيا في شرق المحيط الأطلسي، في جزر الأزور وجزر الكناري وماديرا.
لقد حصل على الجنسية في بلجيكا وسويسرا وأستراليا ونيوزيلندا وهاواي ومواقع متفرقة في البر الرئيسي للولايات المتحدة.

## وصف
الفلورا العالمية هو عشب سنوي صغير بسيقان رقيقة منتشرة يصل طولها إلى 30 سم. يتم ترتيب الأوراق الصغيرة المدببة في شكل دائري يصل إلى ثمانية حول الجذع.
إنه يحمل أزهارًا بيضاء. الفاكهة هي جوزة أصلع.

## روابط خارجية
- صورة لعينة في حديقة ميسوري النباتية، تم جمعها في ميسوري، الفلورا العالمية
- ملف نباتات وزارة الزراعة الأمريكية
- معرض الصور
- تيلا بوتانيكا، الفلورا العالمية